# Tschubynske
Tschubynske (ukrainisch Чубинське; russisch Чубинское Tschubinskoje) ist ein Dorf in der ukrainischen Oblast Kiew mit etwa 1100 Einwohnern (2006).

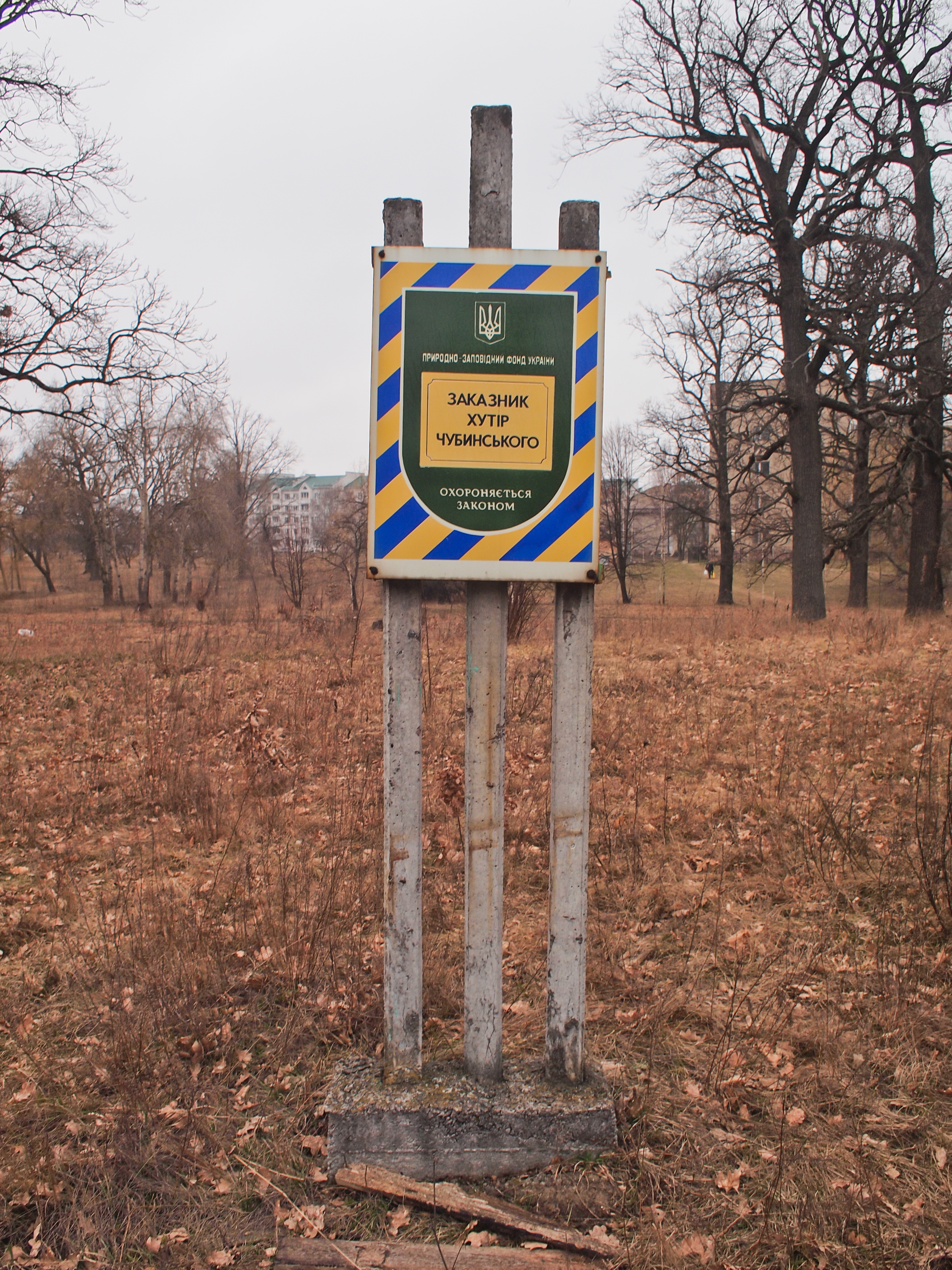
Ortseingang Tschubynske

Tschubynske liegt an der Fernstraße M 03 nahe dem Rajonzentrum Boryspil im Osten und dem Stadtrand von Kiew im Westen. Tschubynske besitzt eine Bahnstation an der Bahnstrecke Kiew–Poltawa. Beim Dorf liegt das Landschaftsschutzgebiet Chutir Tschubynskoho (Хутір Чубинського).
Das Dorf nannte sich bis 1934 Kolonija Nansena (колонія Нансена) danach Nowa Olexanderiwka (Нова Олександрівка) und wurde 1993 nach dem hier 1837 geborenen Dichter der Nationalhymne der Ukraine, Ethnographen, Historiker und Geographen Pawlo Tschubynskyj benannt.
Am 12. Juni 2020 wurde das Dorf zum Zentrum der neugegründeten Landgemeinde Prystolytschna, bis dahin war es ein Teil der Landratsgemeinde Welyka Oleksandriwka (Великоолександрівська сільська рада/Welykooleksandriwska silska rada) im Nordwesten des Rajons Boryspil.